# Río Cotuhe
Río Cotuhe är ett vattendrag i Colombia, på gränsen till Peru. Det ligger i den sydöstra delen av landet, 1 000 km sydost om huvudstaden Bogotá.